# Lake Pend Oreille
Der Lake Pend Oreille ist ein See im Norden des Idaho Panhandle.
Er hat eine Länge von 105 km und eine Wasserfläche von 383 km².
Die maximale Seetiefe beträgt 351 m. Damit ist er der fünfttiefste See in den USA. Der See wird vom Clark Fork und vom Pack River gespeist. Der Pend Oreille River bildet den Abfluss. Der See ist umgeben von National Forests und mehreren Ortschaften. Sandpoint am Nordwestufer ist von ihnen die größte.
Der See liegt fast vollständig im Bonner County. Lediglich die Südspitze des Sees befindet sich im Kootenai County und gehört zum Farragut State Park.
Die Wälder bestehen aus Gelb-Kiefern, Douglasien, Pappeln, Amerikanische Zitterpappeln, Papier-Birken und Westamerikanischen Lärchen.
Zum Tierbestand der umliegenden Wälder gehören
Maultierhirsch, Wapiti, Wolf, Elch, Hörnchen, Amerikanischer Schwarzbär, Kojote und Rotluchs. Ferner sind folgende Vögel hier anzutreffen: Weißkopfseeadler, Fischadler, Eulen, Kolibris, Bussarde, Spechte, Enten und Berghüttensänger.
Der See dient auch vielen Zugvogelarten als Rastplatz.

## Geschichte
Lake Pend Oreille wurde während der letzten Eiszeit von Gletschern geformt.

Lake Pend Oreille ist das traditionelle Gebiet der Kalispell-Indianer.
David Thompson errichtete 1809 einen Handelsposten der North West Company am Seeufer.
Es wird vermutet, dass ein französisch-kanadischer Pelzhändler, der Thompson bei dessen Expedition begleitete, dem See den Namen gab.
Die Worte „Pend Oreille“ aus dem Französischen bedeuten „Ohrschmuckanhänger“.
Solche waren charakteristisch für den Stamm der Kalispell.
Während des Zweiten Weltkrieges war das Südende des Sees das zweitgrößte Marinetrainingsgelände der Welt. Es wurde als Reaktion auf den japanischen Angriff auf Pearl Harbor errichtet und ist heute Teil des Farragut State Park. Der See wird immer noch von der US Navy zu Forschungszwecken (Unterwasser-Schallwellenforschung) verwendet; außerdem hat die Navy dort auch die Sea Jet stationiert.
Seit 2023 quert die neue Sandpoint Junction Connector Rail Bridge den See.